# Алемпиевич, Александр
Александр Алемпиевич (серб. Александар Алемпијевић; 25 июля 1988 года; Чачак, Югославия) — сербский футболист, полузащитник.

## Карьера
Является воспитанником белградского «Партизана». Начал профессиональную карьеру в 2006 году в составе именно этого клуба. В 2006——2008 годах выступал в качестве аренды за «Телеоптик». В 2008 году перебрался в Венгрию и начал выступать за «Кечкемет». До 2012 года Алемпиевич выступал за этот клуб и сыграл 67 матчей и забил 5 голов. В 2012—2013 годах выступал также за венгерский клуб — «Ференцварош».
Сезон 2013 года провёл в сербском «Яворе». В начале 2014 года перешёл в узбекистанский «Алмалык» и выступал за этот клуб до лета. Позднее перешёл в сербский «ОФК Белград». В 2015 году выступал за сербский «Чукарички» и «Младост». В 2016 году выступал за ташкентский «Бунёдкор». В 2017 году за сербскую «Слободу».